# Heinrich Bals
Heinrich Bals (* 18. Oktober 1868 in Oberalbaum, jetzt Kirchhundem; † 21. Januar 1952 in Unna) war ein deutscher Lehrer und Schriftsteller.

## Beruflicher Werdegang
Heinrich Bals besuchte von 1888 bis 1891 das Lehrerseminar in Tuchel, Kreis Tuchel. Von 1891 bis 1900 war er Lehrer in Lichnau, Kreis Konitz, dann von 1900 bis 1901 in Weimar, von 1901 bis 1904 in Mengede bei Dortmund, von 1904 bis 1910 in Langendreer bei Bochum und von 1910 bis 1915 in Gelsenkirchen. Nach dem Ersten Weltkrieg wurde er Hilfsschulrektor in Unna-Königsborn. Dort wohnte er in dem Haus Kaiserstraße 100.

## Familie
Heinrich Bals wurde als Sohn von Peter Bals und dessen Ehefrau Anna Maria Matzhäuser geboren. Er heiratete am 22. Februar 1897 kirchlich in Lichnau und am in 21. Februar 1897 standesamtlich in Granau, Kreis Konitz (heute Granowo) Anna Maria Hackert, die – wie er katholische – jüngste lebende Tochter des Lichnauer Besitzers August Hackert und dessen Ehefrau Anna Barbara Kuchenbecker.

## Schriftstellerisches Werk
Heinrich Bals schrieb Volks-, Bildungs- und Jugendschriften. Er gilt zudem als volkstümlicher Erzähler. Seit 1893 sind zahlreiche selbständige Veröffentlichungen von ihm erschienen:
- Die Schule im Paradiese der Sozialdemokratie. Kösel, Kempten 1893.
- Jean-Jacques Rousseau und sein Einfluß auf die Volksschule. Kösel, Kempten 1895.
- Treue Freunde in Haus und Hof. Manz, Regensburg 1901.
- Lustige Musikanten in Feld und Wald. Manz, Regensburg 1901.
- Die Bekämpfung der Schwindsucht durch die Schule. Stahl, Arnsberg 1903.
- Praktischer Wegweiser für Lehrer und Lehrerinnen. Ein Führer durch das Schul- und Lehramt. Stahl, Arnsberg 1903.
- Krieg und Frieden im Tierreiche. Manz, Regensburg 1904.
- Das Staatswesen und Staatsleben im Tierreiche. Manz, Regensburg 1904.
- Mein Bürgerbuch. Die wichtigsten Ereignisse meines Lebens, zugleich enthaltend die gesetzlichen Vorschriften, die jeder deutsche Staatsbürger kennen muß. Fredebeul & Koenen, Essen 1904.
- Die Brandenburgisch-Preußische Geschichte und die preußische und deutsche Reichsverfassung im Auszuge. Schöningh, Paderborn 1905.
- Eingaben und Gesuche an die Behörden mit den wichtigsten gesetzlichen Bestimmungen, die jeder Staatsbürger kennen muß. Bagel, Mülheim/R. [1906].
- Praktische Sprachlehre für die Volksschule. Stein, Potsdam [1907].
- Ägypten und seine Kultur. Manz, Regensburg 1908.
- Aus der niederen Tierwelt des Meeres. Manz, Regensburg 1909.
- Auszug aus der Geschichte. 1910 – Unser Kaiserpaar. 2 Lebensbilder. Eulitz, Lissa [1910].
- Die Türken und ihre Kriege gegen die Christen. Manz, Regensburg 1910.
- Im schönsten Wiesengrunde. Geschichten und Erinnerungen aus der Heimat. Laumann, Dülmen 1926.
- Ein Viertelstündchen im Freien! Streifzüge und Spaziergänge durch die heimatliche Natur (2 Bände). Laumann, Dülmen 1927.
- Heimathumor (2 Bände). Laumann, Dülmen 1930.

Als Redakteur bestätigte sich Heinrich Bals bei der Zeitschrift Jugendhort-Hausschatz. Außerdem war er Herausgeber verschiedener Werke mit unterschiedlichen Themenbereichen.